# 马利克·海尔斯顿
马利克·萨莫里·海尔斯顿（英語：Malik Samory Hairston，1987年2月23日—），美国NBA联盟职业篮球运动员。他在2008年的NBA选秀中第2轮第18顺位被菲尼克斯太阳选中。